# سواتی کیرانام
سواتی کیرانام (به انگلیسی: Swati Kiranam) فیلمی به کارگردانی کاسیناتونی ویسوانت است.